# Günter Kertzscher
Günter Kertzscher (* 16. November 1913 in Leipzig; † 16. März 1995; Redaktionskürzel: Dr. K.) war ein deutscher Publizist und Chefredakteur der Berliner Zeitung.

## Leben
Nach dem Besuch des Realgymnasiums und Abitur studierte Kertzscher von 1933 bis 1938 Germanistik und Geschichte an der Universität Leipzig. Er trat 1934 in die SA ein, am 9. August 1937 beantragte er die Aufnahme in die NSDAP und wurde rückwirkend zum 1. Mai desselben Jahres aufgenommen (Mitgliedsnummer 4.532.251). Er begann 1939 seine berufliche Tätigkeit mit dem Eintritt in den höheren Schuldienst als Studienassessor. 1939 ging er zur Wehrmacht als Gefreiter. 1941 promovierte er an der Universität Leipzig zum Dr. phil. mit der Dissertation Der Cursus in der altdeutschen Prosa. Im Jahr 1941 geriet er in sowjetische Kriegsgefangenschaft. Er war 1943 Gründungsmitglied des Nationalkomitees Freies Deutschland (NKFD) und wurde Mitglied der Redaktions-Kommission der NKFD-Zeitung Freies Deutschland. Anfang 1944 wurde er von einem deutschen Militärgericht in Abwesenheit zum Tode verurteilt.
Nach der Rückkehr nach Deutschland wurde er 1945 Mitglied der KPD und ab 1946 der SED. Er war von 1949 bis 1955 Chefredakteur der Berliner Zeitung. Von 1954 bis 1958 war Kertzscher Berliner Vertreter in der Volkskammer. Von 1955 bis 1983 war er erst Mitglied der Redaktion und später stellvertretender Chefredakteur des Zentralorgans der SED Neues Deutschland.
Kertzscher wurde 1957 Mitglied des Präsidiums des Verbands der Journalisten der DDR (VDJ). Von 1977 bis 1989 war er stellvertretender Vorsitzender des VDJ.
Er wurde 1965 mit dem Banner der Arbeit ausgezeichnet. 1973 bekam er den Vaterländischen Verdienstorden und 1978 die Ehrenspange zum Vaterländischer Verdienstorden. Mit dem Karl-Marx-Orden wurde er 1983 ausgezeichnet.
Er starb 1995 bei einem Autounfall.

## Jewtuschenko

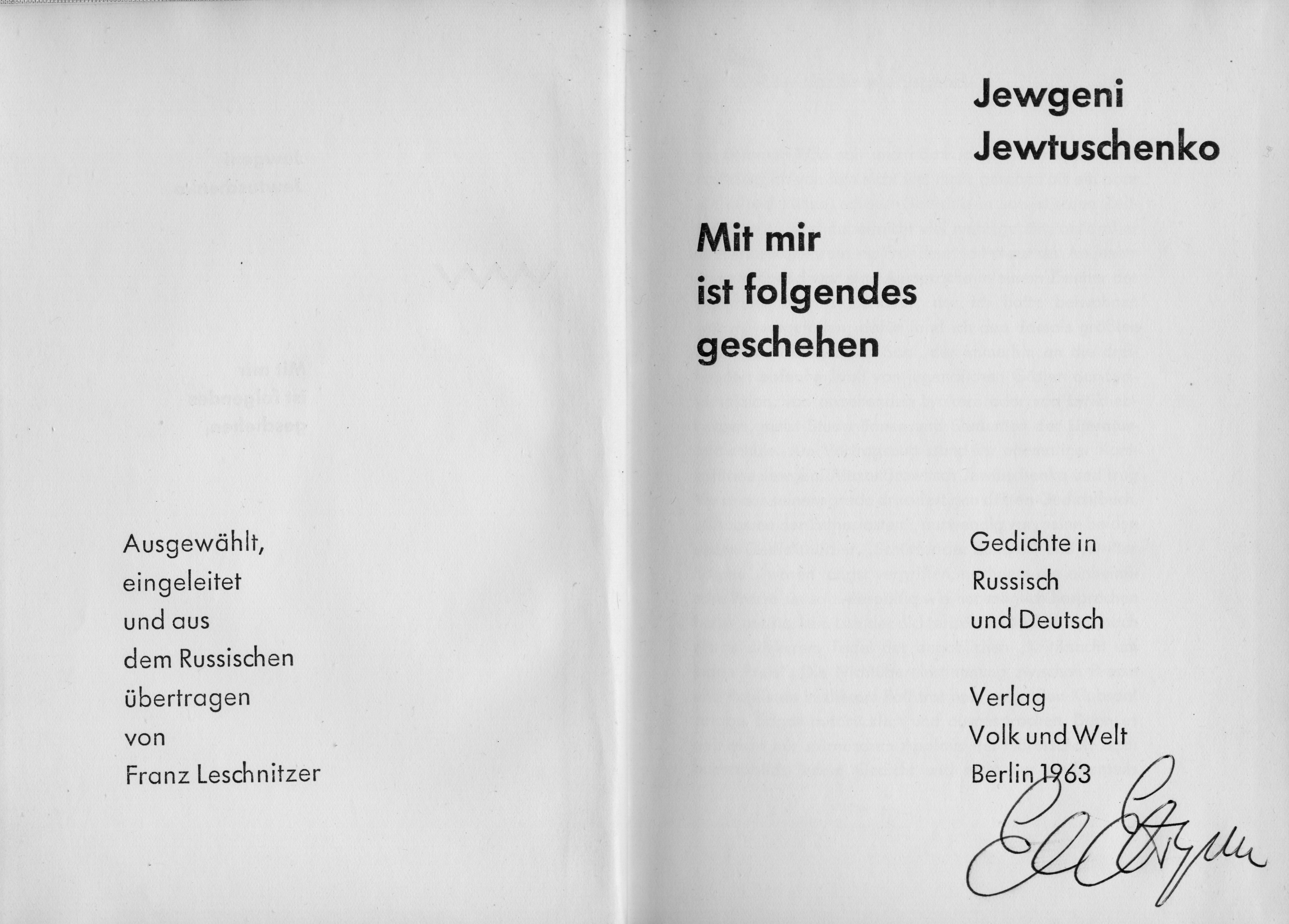
Titelseite des Gedichtbandes Mit mir ist folgendes geschehen von Jewgeni Jewtuschenko, signiert vom Autor

In den 1960er Jahren wurde Kertzscher von Literaturfreunden in der DDR oft in Verbindung mit dem russischen Dichter Jewgeni Jewtuschenko genannt. 1962 war im Verlag Volk und Welt der Gedichtband Mit mir ist folgendes geschehen in russischer und deutscher Sprache von Jewtuschenko erschienen, der schnell zum Geheimtipp der DDR-Jugend wurde. An Jewtuschenkos Gedichten selbst hätten die DDR-Ideologen wenig auszusetzen gehabt, hätte Jewtuschenko nicht in der Hamburger Wochenzeitung Die Zeit seine Sicht der weltpolitischen Lage dargelegt, die am 8. Februar 1963 erschien und so gar nicht in ihr Schema passte. Sie trug den Titel Laßt uns das Eis brechen! Bereits in der Komsomolskaja Prawda vom 30. März 1963 sowie in der sowjetischen Wochenzeitung Nedelja, Nr. 16, 1963, wurden Jewtuschenkos Äußerungen heftig kritisiert.
Kertzscher zog nach und griff Jewtuschenko scharf an. Am 11. April 1963 veröffentlichte er im Parteiorgan der SED Neues Deutschland, dessen stellvertretender Chefredakteur er war, den mehrspaltigen Artikel Die heilige Einfalt oder: Jewtuschenkos Philosophie der ideologischen Koexistenz. Kertzscher eröffnete damit eine Kampagne der DDR-Medien gegen Jewtuschenko. Er schrieb: „Es ist nicht unsere Sache, einem sowjetischen Dichter den Kopf zurechtzusetzen. Das tun die sowjetischen Kommunisten schon selber.“ Wie das sowjetische „Kopf zurechtsetzen“ aussah, darüber schrieb Aus Politik und Zeitgeschichte, die Beilage zur Wochenzeitung Das Parlament: „Wie bereits erwähnt, war niemand heftigerem Druck ausgesetzt, ein Reuebekenntnis abzulegen, als Jewtuschenko; er kam zum Ausdruck in ‚spontanen Leserbriefen‘, in denen alle Nuancen von der Drohung mit Gewalt bis zur Hoffnung auf Rettung seines Seelenheils anklangen.“
Jewtuschenko hatte in dem Zeit-Artikel gesagt: „Die Hoffnung, daß Diplomaten zur Annäherung und zu gegenseitigen Verständnis der Völker verhelfen, ist bei mir persönlich zusammengebrochen … Ich bin bekümmert, wenn ich sehe, daß das wünschenswerte gegenseitige Verständnis bei unseren Regierungen fehlt.“ Kertzscher schrieb dazu: „Wohlgemerkt, Jewtuschenko schränkt sein Urteil nicht auf die Politiker des Imperialismus ein. Er spricht ausdrücklich von ‚unseren Regierungen‘. Bisher glaubten wir, um den Frieden ringen die Staaten des Friedenslagers und die Friedensbewegungen in aller Welt auf der einen Seite mit den imperialistischen Kriegsbrandstiftern auf der anderen Seite. Nun schafft Jewtuschenko Klarheit: Auf der einen Seite stehen die guten Menschen aller Systeme, auf der anderen Seite die bösen Regierungen aller Systeme. Mit Marxismus hat das nichts mehr zu tun, man kann es vielleicht Anarchismus nennen.“ Kertzscher folgert: „Wir müssen doppelt wachsam sein, doppelt fest in unserer politischen und ideologischen Haltung, weil wir in vorderster Front gegen den deutschen Imperialismus seinem Druck und seiner Propaganda besonders ausgesetzt sind.“ 
Sowohl Jewtuschenkos Gedichtsband, der unter dem Ladentisch, 1963 in zweiter Auflage, verkauft wurde, als auch Kertzschers ND-Artikel Die heilige Einfalt gingen von Hand zu Hand.